# TD Place Arena
Ouvert en 1967 en remplacement du vétuste Ottawa Auditorium, le TD Place Arena, anciennement connu sous le nom Ottawa Civic Centre (Centre Municipal en français) accueille les 67's d'Ottawa de l'Association de hockey de l'Ontario, aujourd'hui Ligue de hockey de l'Ontario. Elle a une capacité de 5 500 sièges, mais pouvant être aménagé jusqu’à 6 585 sièges pour le basketball. De 1993 à 1995, il accueille les Sénateurs d'Ottawa durant la construction du Centre Canadian Tire. Après une saison au Centre Corel, le Rebel d'Ottawa de la NLL déménage au Civic Centre en 2002-2003. C'est la dernière saison du club à Ottawa.
Dans les années 1970, l'Association mondiale de hockey tente sa chance 2 fois à Ottawa. La première fois, ce sont les Nationals d'Ottawa. La moyenne d'assistance de 3 000 personnes par match fera déménager le club à Toronto. Il y a aussi eu l'aventure des Civics d'Ottawa, qui n'ont même pas complété leur saison. Ils n'ont survécu pas plus de 2 semaines à Ottawa, après un déménagement.
Le Civic Centre a aussi connu l'aventure du Roller-Hockey (Roller Hockey International) avec les Loggers d'Ottawa en 1995. Par la suite le club a déménagé ses pénates au Centre Corel.
Lors du retour des Sénateurs d'Ottawa dans la LNH, le Civic Centre a subi une petite cure de rajeunissement. On y a aménagé des loges entre autres. Au début des années 2000, on a changé le tableau indicateur par un nouveau qui comprend 4 faces avec écrans vidéos.

## Architecture
Le TD Place Arena a une particularité : il est construit sous les estrades d'un stade de football. En fait l'aréna est sous une partie des gradins du Stade TD Place. Ceci fait en sorte que les trois quarts des gradins de l'amphithéâtre sont répartis de façon inégale. La portion sous les gradins du stade contient environ une dizaine de rangées seulement. Par contre l'autre côté de la patinoire contient plusieurs rangées de sièges.

## Évènements sportifs
- janvier 2009 : lieu du Championnat du monde junior de hockey sur glace, avec la Place Banque Scotia
- 2006 : Championnats Canadiens de Patinage artistique
- 2001 : Brier Canadien de Curling Masculin
- mai 1999 : Tournoi de la Coupe Memorial
- 1999 : Championnats Canadiens de Patinage artistique
- 1996 : Championnats Canadiens de Patinage artistique
- 1993 : Brier Canadien de Curling Masculin
- 1990 : Championnat du Monde de Hockey Féminin
- 1990 : Tournoi de curling féminin Cœurs Scott
- 1987 : Championnats Canadiens de Patinage artistique
- 1984 : Championnats du monde de patinage artistique 1984
- septembre 1981 : Coupe Canada (2 matchs)
- 1978 : Championnats du monde de patinage artistique 1978
- 28 au 31 octobre 1976 : Skate Canada 1976
- 2 septembre 1976 : première partie à vie de Coupe Canada
- 1973 : Brier Canadien de Curling Masculin
- 1972 : Tournoi de la Coupe Memorial

## Évènements culturels
| - 19 juin 2009: Rise Against, Rancid, The Riverboat Gamblers - 1er février 2008 : Hedley - 13 décembre 2007 : Alexisonfire, Anti-Flag, Saosin, The Bled - 28 mars 2007 : Megadeth - 3 février 2007 : Billy Talent, Rise Against, Anti-Flag, Moneen - 26 janvier 2007 : Snoop Dogg, Ice Cube - 13 novembre 2006 : Three Days Grace, Theory of a Deadman, Mobile - 26 septembre 2006 : Underoath, Silverstein, Moneen, He Is Legend - 20 septembre 2006 : Bad Religion, Dropkick Murphy's - 19 septembre 2006 : Avenged Sevenfold, Protest the Hero - 6 mai 2006 : Alice Cooper - 28 avril 2006 : Willie Nelson - 6 avril 2006 : Melissa O'Neil, Rex Goudie - 12 novembre 2005 : Chris De Burgh - 11 septembre 2005 : The Used, Alexisonfire, Underoath - 14 mai 2005 : Massari - 28 novembre 2004 : The Tragically Hip | - 19 novembre 2004 : Great Big Sea, Jimmy Rankin, Liam Titcomb - 11 novembre 2004 :R.E.M. - 3 novembre 2004 : New Found Glory - 4 octobre 2004 : Alice Cooper - 22 septembre 2003 : Keith Urban - 22 août 2003 : Matthew Good Band - 20 août 2003 : Bif Naked - 16 août 2003 : April Wine - 15 août 2003 : Tom Cochrane - 3 février 2003 : Our Lady Peace - 18 novembre 1991 : Metallica - 6 avril 1989 : Metallica - 18 janvier 1985 : Metallica - 3 novembre 1979 : Bob Marley & The Wailers - 25 janvier 1977 : Queen - 15 mars 1975 : Stevie Wonder - 15 janvier 1973 : Uriah Heep - 14 avril 1970 : Led Zeppelin |

## Autres évènements
- 5 avril 1968 : Congrès pour désigner le nouveau chef du Parti libéral du Canada. Pierre Elliott Trudeau fut le gagnant.